# CD25
CD25 (synonym IL2Rα) ist ein Membranprotein, das zu den Typ I Zytokinrezeptoren zählt.

## Eigenschaften
CD25 ist die Polypeptid-alpha-Kette des Interleukin-2-Rezeptors, der auf aktivierten T-Lymphozyten und konstitutiv auf regulatorischen T-Zellen (Treg) exprimiert wird. Intrazellulär besitzt es eine GTP-Austauschfaktor-Aktivität. CD25 bindet an CD122 und bildet einen heterodimeren Rezeptor für Interleukin-2. CD25 wird zusammen mit Foxp3 und CD4 als Oberflächenmarker für regulatorische T-Zellen verwendet. Mit anti-CD25-Antikörpern kann eine Zelldepletion unter anderem von regulatorischen T-Zellen durchgeführt werden. Der anti-CD25-Antikörper Daclizumab wurde zur Behandlung von multipler Sklerose verwendet.
Eine CD25-Defizienz bzw. Interleukin-2-Rezeptor-alpha-Ketten-Defizienz ist eine Immundefizienz, die mit Mutationen im Interleukin-2-Rezeptor alpha (CD25) (IL2RA) Gen assoziiert ist. Mutationen können zu der Expression einer defekten α-Kette oder dem kompletten Fehlen des essentiellen, hoch-affinen Interleukin-2-Rezeptors führen. Die Konsequenz ist ein Syndrom, das als IPEX-like oder als SCID bezeichnet wird.
CD4+CD25high sind mit verantwortlich für die aktive Kontrolle von Autoimmunprozessen. Der Anteil zirkulierender CD4+CD25high T-Zellen  beträgt bei gesunden Menschen 0,6 % bis 7,9 % aller CD4+ T-Zellen. Bei Patienten mit Autoimmunerkrankungen wurden reduzierte Konzentrationen von CD4+CD25high T-Zellen festgestellt, insbesondere bei Personen mit juveniler idiopathischer Arthritis, Psoriasisarthritis, Hepatitis C assoziierter gemischter Kryoglobulinämie, Autoimmunerkrankungen der Leber, Lupus erythematodes und dem Kawasaki-Syndrom. Niedrige Konzentrationen zirkulierender CD4+CD25high T-Zellen korrelieren auch mit einer höheren Krankheitsaktivität und einer schlechteren Prognose. Es wird vermutet, dass der verringerte Spiegel durch die gestörte Proliferation der peripheren CD4+CD25high T-Zellen verursacht wird. Dadurch wird das Gleichgewicht zwischen proinflammatorischen und regulatorischen T-Zellen gestört, was zum Abbau der Selbsttoleranz führt.